# Яктушино
Яктушино — деревня в Гдовском районе Псковской области России. Входит в состав Чернёвской волости.
Расположена на берегу реки Черма, в 7 км к северо-западу от волостного центра Чернёво и в 20 км к юго-востоку от Гдова.

## Население
Численность населения деревни на 2000 год составляла 27 человек